# Hospital conmemorativo Karl Heusner
El Hospital conmemorativo Karl Heusner (en inglés: Karl Heusner Memorial Hospital) es el principal hospital público de la Ciudad de Belice, en el país centroamericano de Belice. Este funciona como el hospital de referencia nacional, y el hospital del distrito de Belice. Se encuentra en el sector de Princess Margaret Drive, al lado de las oficinas de la Junta de Seguridad Social de Belice.
El centro abrió sus puertas el 18 de septiembre de 1995. Sus costos totales de construcción fueron de aproximadamente 45 millones de dólares de Belice. Las instalaciones en sus terrenos incluyen la Escuela de Enfermería, el Laboratorio Médico Central y la Clínica Oftalmológica del Gobierno.